# Erastria madecassaria
Erastria madecassaria är en fjärilsart som beskrevs av Jean Baptiste Boisduval 1833. Erastria madecassaria ingår i släktet Erastria och familjen mätare. Inga underarter finns listade i Catalogue of Life.